# Westgrund
Die Westgrund ist ein Immobilienunternehmen mit Sitz in Berlin.

## Geschichte
Die Westgrund AG wurde am 15. Mai 1990 von Joachim Goldmund, Hans Rudi Küfner, Hans-Ulrich Rücker, Klaus Rurack und Rüdiger Weiss in Remscheid gegründet. 
1998 wurde die Gesellschaft erstmals am geregelten Markt in der Börse Düsseldorf eingeführt. Zwei Jahre später folgte die Zulassung an der Frankfurter Börse. Ab 2000 war der Hauptaktionär mit einer Beteiligung von 75 % das Bankhaus Lampe. 2006 ging diese Beteiligung an den Schweizer Vermögensverwalter Marivag AG. Marivag verlor durch Umplatzierungen der Aktien und später durch mehrere Kapitalerhöhungen die Aktienmehrheit. 
2012 wurde der Sitz des Unternehmens nach Berlin verlegt. Im April 2015 wurde das Unternehmen in den SDAX aufgenommen. Im Juni 2015 übernahm die Adler Real Estate 94,9 % der Westgrund-Aktien. Aufgrund des nun geringen Streubesitzes wurde die Aktie im Juni 2015 aus dem SDAX genommen; Ende 2016 kündigte Adler den Ausschluss der Minderheitsaktionäre an. Im März 2020 erwarb der in Luxemburg ansässige Wohnimmobilienkonzern ADO Properties die Aktienmehrheit an Adler und damit auch 96,86 % an der Westgrund.
Nachdem das Unternehmen von der Börse genommen worden war, erfolgte 2021 die Umfirmierung von einer Aktiengesellschaft in eine GmbH.

## Immobilien
2016 besaß Westgrund 18.778 Wohn- und Gewerbeeinheiten, die sich ausschließlich in Deutschland befinden. Ende 2018 waren es noch 18.331 Einheiten.